# 뭄바이 FC
뭄바이 FC(Mumbai Fooball Club), 인도의 최대 도시 마하라슈트라 주 뭄바이를 연고로 하는 축구 클럽으로, 현재 I-리그에서 활동하고 있다.